# روبرت أرمين
روبرت أرمين (بالإنجليزية: Robert Armen)‏ هو قاضي أمريكي، ولد في 1947.